# アメリカ合衆国国防長官
アメリカ合衆国国防長官（アメリカがっしゅうこくこくぼうちょうかん、英語: Secretary of Defense of the United States）は、アメリカ合衆国の連邦政府において国防政策を担当し、国防総省の長としてアメリカ軍（陸軍、海軍、空軍、海兵隊、宇宙軍）および州兵を統括する行政府の長官である。各国における国防大臣に相当する。アメリカ合衆国大統領が文民を指名し、アメリカ合衆国上院の助言と承認を得て、就任する。日本の防衛大臣に相当する。

## 歴史
国防長官は第二次世界大戦終戦後、従来は大統領に直属していた陸軍長官・海軍長官・新設された空軍長官の3長官を統括・指揮する役職として創設された。
初代国防長官ジェームズ・フォレスタルは太平洋戦争時には、海軍長官として活躍したが、国防長官に就任すると空軍との確執、軋轢に悩んでノイローゼ（うつ病）に陥り自殺した。後任のジョンソン国防長官も任に堪えなかったため、当時のトルーマン大統領は苦肉の策として前年に国務長官を退任して引退したばかりのジョージ・マーシャルを第3代国防長官に起用した。
マーシャルは第二次世界大戦中に陸軍参謀総長を務めた経歴がある陸軍元帥で、合衆国法典で国防長官の任用は、「原則、過去10年間、軍務に就いていない者」であることが定められていることに抵触したが（合衆国の元帥は終身現役）、前国務長官という立場と国防総省の混乱という状況に鑑み、特例として上院はこれを承認した。このマーシャルの下で国防総省の組織と制度が整えられ、今日に至っている。
なお、2008年改定では軍人に対する年数制限は退役後、原則7年間に短縮され、2021年12月改定では、准将(O-7)未満では原則7年、准将以上では原則10年間となった。

## 歴代国防長官
| 代 | 写真                  | 氏名                                | 主な前職、後職                                                                            | 在任期間       | 在任期間       | 大統領                            |
| 代 | 写真                  | 氏名                                | 主な前職、後職                                                                            | 就任           | 退任           | 大統領                            |
| -- | --------------------- | ----------------------------------- | ----------------------------------------------------------------------------------------- | -------------- | -------------- | --------------------------------- |
| 1  | James Forrestal       | ジェームズ・フォレスタル            | 海軍長官                                                                                  | 1947年9月17日  | 1949年3月28日  | 第33代 トルーマン                 |
| 2  | Louis A. Johnson      | ルイス・A・ジョンソン               |                                                                                           | 1949年3月28日  | 1950年9月19日  | 第33代 トルーマン                 |
| 3  | George C. Marshall    | ジョージ・マーシャル                | アメリカ陸軍元帥 陸軍参謀総長                                                             | 1950年9月21日  | 1951年9月12日  | 第33代 トルーマン                 |
| 4  | Robert A. Lovett      | ロバート・ラヴェット                | 空軍長官                                                                                  | 1951年9月17日  | 1953年1月20日  | 第33代 トルーマン                 |
| 5  | Charles E. Wilson     | チャールズ・E・ウィルソン           | GM社長                                                                                    | 1953年1月28日  | 1957年10月8日  | 第34代 アイゼンハワー             |
| 6  | Neil H. McElroy       | ニール・マッケロイ                  |                                                                                           | 1957年10月9日  | 1959年12月1日  | 第34代 アイゼンハワー             |
| 7  | Thomas S. Gates       | トーマス・ゲイツ                    |                                                                                           | 1959年12月2日  | 1961年1月20日  | 第34代 アイゼンハワー             |
| 8  | Robert McNamara       | ロバート・マクナマラ                | フォード・モーター社長                                                                    | 1961年1月21日  | 1968年2月29日  | 第35代 ケネディ 第36代 ジョンソン |
| 9  | Clark M. Clifford     | クラーク・クリフォード              | 弁護士、ロビイスト                                                                        | 1968年3月1日   | 1969年1月20日  | 第36代 ジョンソン                 |
| 10 | Melvin R. Laird       | メルヴィン・レアード                | 下院軍事委員                                                                              | 1969年1月22日  | 1973年1月29日  | 第37代 ニクソン                   |
| 11 | Elliot L. Richardson  | エリオット・リチャードソン          | 保健教育福祉長官 (1970-73年) 司法長官 (1973年5月-10月) 商務長官 (1976-77年)               | 1973年1月30日  | 1973年5月24日  | 第37代 ニクソン                   |
| 12 | Schlesinger           | ジェームズ・シュレシンジャー        | OMB局長、CIA長官、 原子力委員長                                                           | 1973年7月2日   | 1975年11月19日 | 第37代 ニクソン 第38代 フォード   |
| 13 | Rumsfeld              | ドナルド・ラムズフェルド            | 大統領首席補佐官                                                                          | 1975年11月20日 | 1977年1月20日  | 第38代 フォード                   |
| 14 | Harold Brown          | ハロルド・ブラウン                  | カリフォルニア工科大学学長                                                                | 1977年1月21日  | 1981年1月20日  | 第39代 カーター                   |
| 15 | Caspar W. Weinberger  | キャスパー・ワインバーガー          | OMB局長 保健教育福祉長官 フォーブス発行人                                                 | 1981年1月21日  | 1987年11月23日 | 第40代 レーガン                   |
| 16 | Carlucci              | フランク・カールッチ                | 国務省官僚 国家安全保障担当大統領補佐官                                                   | 1987年11月23日 | 1989年1月20日  | 第40代 レーガン                   |
| 17 | Cheney                | ディック・チェイニー                | 大統領首席補佐官 下院議員 第46代副大統領 (2001-09年)                                      | 1989年3月21日  | 1993年1月20日  | 第41代 ブッシュ                   |
| 18 | Les Aspin             | レス・アスピン                      | 下院軍事委員長                                                                            | 1993年1月21日  | 1994年2月3日   | 第42代 クリントン                 |
| 19 | William J. Perry      | ウィリアム・ペリー                  | 国防次官 スタンフォード大学教授                                                           | 1994年2月3日   | 1997年1月23日  | 第42代 クリントン                 |
| 20 | William S. Cohen      | ウィリアム・コーエン                | 上院議員                                                                                  | 1997年1月24日  | 2001年1月20日  | 第42代 クリントン                 |
| 21 | Rumsfeld              | ドナルド・ラムズフェルド            | 第13代国防長官 (1975-77年)                                                                | 2001年1月20日  | 2006年12月18日 | 第43代 ブッシュ                   |
| 22 | Gates                 | ロバート・ゲーツ                    | CIA分析官、CIA長官 テキサスA&M大学学長                                                    | 2006年12月18日 | 2011年7月1日   | 第43代 ブッシュ 第44代 オバマ     |
| 23 | レオン・パネッタ      | レオン・パネッタ                    | 大統領首席補佐官 下院予算委員長 OMB局長、CIA長官                                          | 2011年7月1日   | 2013年2月27日  | 第44代 オバマ                     |
| 24 | Chuck Hagel           | チャック・ヘーゲル                  | 上院議員                                                                                  | 2013年2月27日  | 2015年2月17日  | 第44代 オバマ                     |
| 25 | Ashton Carter         | アシュトン・カーター                | ハーバード大学ケネディ行政大学院科学・国際関係センター所長 第30代アメリカ合衆国国防副長官 | 2015年2月17日  | 2017年1月20日  | 第44代 オバマ                     |
| 26 | James Mattis          | ジェームズ・マティス                | アメリカ海兵隊大将 NATO変革連合軍最高司令官 アメリカ統合戦力軍司令官 アメリカ中央軍司令官 | 2017年1月20日  | 2019年1月1日   | 第45代 トランプ                   |
| -  | Patrick M. Shanahan   | パトリック・シャナハン （代行）     | ボーイング上級副社長 第32代アメリカ合衆国国防副長官                                       | 2019年1月1日   | 2019年6月23日  | 第45代 トランプ                   |
| -  | Mark T. Esper         | マーク・エスパー （代行）           | レイセオン副社長 陸軍長官                                                                 | 2019年6月24日  | 2019年7月15日  | 第45代 トランプ                   |
| -  | Richard V. Spencer    | リチャード・V・スペンサー （代行）  | 海軍長官                                                                                  | 2019年7月15日  | 2019年7月23日  | 第45代 トランプ                   |
| 27 | Mark T. Esper         | マーク・エスパー                    | レイセオン副社長 陸軍長官                                                                 | 2019年7月23日  | 2020年11月9日  | 第45代 トランプ                   |
| -  | Christopher C. Miller | クリストファー・C・ミラー （代行）  | 国家テロ対策センター所長                                                                  | 2020年11月9日  | 2021年1月20日  | 第45代 トランプ                   |
| -  | David L. Norquist     | デイヴィッド・ノークイスト （代行） | 国防副長官                                                                                | 2021年1月20日  | 2021年1月22日  | 第46代 バイデン                   |
| 28 | ロイド・オースティン  | ロイド・オースティン                | アメリカ中央軍司令官 レイセオン取締役                                                     | 2021年1月22日  | 2025年1月20日  | 第46代 バイデン                   |
| -  | Robert G. Salesses    | ロバート・G・サレッセス （代行）    | 元海兵隊士官                                                                              | 2025年1月20日  | 2025年1月25日  | 第47代 トランプ                   |
| 29 | ピート・ヘグセス      | ピート・ヘグセス                    | FOXニュースのコメンテーター                                                               | 2025年1月25日  | （現職）       | 第47代 トランプ                   |